# Собінське нафтогазоконденсатне родовище
Собінське нафтогазоконденсатне родовище — одне з родовищ Красноярського краю Росії. Розташоване у 40 км від селища Ванавара у Тунгусько-Чунському районі Евенкії. Відкрите у 1981 році, станом на 2016 рік не розробляється.

## Опис
Відноситься до південної частини Лєно-Тунгуської нафтогазоносної провінції (Катангська нафтогазоносна область). Протягом кембрію в цьому районі внаслідок ізоляції стародавнього Сибірського моря відбулось накопичення сольових відкладень товщиною до 2 км. Поклади вуглеводнів Собінського родовища містяться в підсолевих горизонтах у ванаварській світі венду. Нафтогазогенеруючими вважаються глинисті породи аянської світи рифею.
Всього на родовищі виявлено 3 поклади — газовий з незначною нафтовою облямівкою, газовий та газонафтовий. У газі Собинського родовища міститься 63-75 % метану, до 7 % гомологів (переважно етан) та до 28 % азоту. Також характерний високий вміст гелію — до 0,58 %.
Запаси родовища за російською класифікаційною системою по категоріях С1+С2 оцінюються у 152 млрд.м3 газу та 19 млн.т нафти і конденсату.
З 2003 року ліцензія на розробку належить компанії «Газпром». Передбачається, що Собінське родовище може бути підключене до газогону «Сила Сибіру».